# شبح اوپن
شبح اوپن (انگلیسی: The Phantom of the Open) فیلم زندگی‌نامه‌ای کمدی-درام بریتانیایی محصول سال ۲۰۲۱ به کارگردانی کریگ رابرتس است که در مورد سوء استفاده‌های موریس فلیتکرافت  گلف‌باز بریتانیایی است. فیلمنامه سایمن فارنابی بر اساس کتاب بیوگرافی شبح اوپن: موریس فلیتکرافت، بدترین گلف باز جهان اثر فارنبی و اسکات موری است.
در این فیلم مارک رایلنس، سالی هاوکینز، ریس ایفانز، جیک دیویس، کریستین و جونا لیز، مارک لویس جونز و یوهان مایرز به ایفای نقش پرداخته‌اند.
اولین نمایش جهانی آن در شصت و پنجمین جشنواره فیلم لندن در ۱۲ اکتبر ۲۰۲۱ بود و در ۱۸ مارس ۲۰۲۲ در بریتانیا توسط انترتینمنت وان منتشر شد و نقدهای مثبتی دریافت کرد.